# Annick Level
Pour les articles homonymes, voir Level.
Annick Level, née le 5 décembre 1942 à Tarbes, est une fleurettiste française internationale

## Carrière
Annick Level a été vice-championne du monde et médaille d'or par équipe aux championnats du monde universitaires de Porto Alegre (Brésil) en 1963.  Elle a été médaillée de bronze par équipe en 1966 à Moscou et en 1970 à Ankara. Elle termine sixième en fleuret par équipe lors des Jeux olympiques d'été de 1964 à Tokyo ; elle est quatrième de l'épreuve de fleuret par équipe aux Jeux olympiques d'été de 1968 à Mexico. Elle obtient la médaille de bronze en équipe et individuel aux championnats du monde universitaires de Budapest en 1975.
Sur le plan national, Annick Level est sacrée championne de France de fleuret individuel dames en 1962 et en 1964, championne de France universitaire en 1970